# Kacijan Anderlein
Kacijan Anderlein (pogosto tudi Anderlajn), nemški najemniški vojak, furman in kasnejši rudar, eden izmed soustanoviteljev rudnika živega srebra Idrija, * neznano, domnevno Grebinj, današnja avstrijska Koroška, † neznano

## Legenda
Idrijsko je v 15. stoletju pripadalo Beneški republiki, zemljiški gospodje pa so bili iz Čedada. 
Po legendi, ki je bila po ustnem izročilu zapisana v Valvasorjevi Slavi vojvodine Kranjske, naj bi živo srebro v kasnejši Idriji kot prvi okrog leta 1490 odkril škafar trbiškega rodu med namakanjem škafov v studencu v bližini današnje cerkve sv. Trojice. Tega je kasneje odnesel k zlatarju v Loko, saj je hotel odkritje prikriti tolminskemu gospostvu. Zlatar je od škafarja neuspešno poskušal izvedeti več informacij. Korošec Kacijan Anderlein naj bi se škafarju pridružil na poti nazaj in od njega izvedel o nahajališču, zatem pa naj bi kmalu pripeljal rudarje in pričel s kopanjem.
Škafar naj bi Anderleinu prepustil najditeljsko pravico proti odškodnini, kasneje pa naj bi si postavil kmetijo na Marofu. Po drugih navedbah je škafar sprva sodeloval pri kopanju, nato pa svoj delež prodal.

## Zgodovinska dokumentacija
O Anderleinu ni veliko znanega. Kronike različnih avtorjev njegovo ime navajajo različno: Kacijan, Kancijan, Kocijan, Kacijanar, Kozanderle, Kocanderle, Kacander, Cozunderle, Kocunderle, Cozander, ter priimke: Anderlein, Anderlajn, Andrej, kot tudi Andrej Perger, ki pa je morda njegov dedič. Anderleina v svojih kronikah omenjajo Martin Bauzer (1663), Janez Vajkard Valvasor (1689), Josip Gruden (1910), Franc Jaklič (1927), Mihael Arko (1931), Ivan Mohorič (1960), Marija Verbič (1965) in Janez Kavčič (1994). Po rudniški dokumentaciji je bil Anderlein landskneht, po drugi opombi pa furman.
Anderlein je bil morda prvi rudar v Idriji in s tem prehitel čedadska brata Formentini, svoja dejanja pa je morda prikrival in zvezo ohranjal le s severom, od koder je prejemal proizvodna sredstva ter delavce. Morda je sprva rudaril pri čedadski družbi. Odkritje živega srebra je na podlagi arhivskih listin datirano v 1490, odkritelj pa ni omenjen. Po navedbah zgodovinarja Henryja Simonsfelda je beneški Svet desetih 25. novembra 1493 trem nemškim rudarjem (med njimi tudi Anderlein) dovolil rudarske pravice ter petletne prometne olajšave po ozemlju Beneške republike, v kolikor bodo ti živo srebro pošiljali v Benetke. Anderleinova družba naj bi imela devet rudarjev, v Idriji pa naj bi kopala že sredi 1493. Kasneje naj bi družba narasla na 200–300 rudarjev ter od Sveta desetih ponovno pridobila obratovalno dovoljenje navkljub čedadskemu nasprotovanju. Med nemško in čedadsko rudarsko družbo je prihajalo do močnih trenj. Zgodovinskost Anderleina je v svoji doktorski disertaciji potrdila tudi raziskovalka idrijske lokalne zgodovine in arhivarka Marija Verbič.
Anderleina so pri upravljanju rudarske družbe nasledili njegovi sorodniki. Ti so leta 1527 in 1531 od rudniške družbe zahtevali povrnitev zapadlih dolgov. Leta 1535 je Anderleinov družabnik Franc Perger zaprosil za prepis kuksa na Hansa Pflügla. Anderleinov dedič Andrej Perger je maja 1536 v konzorciju prejel odškodnino 500 goldinarjev za odpoved pravice do rudarske družbe. Terjatve Anderleinovih rudarjev so bile poravnane 1536.
Po navedbah rudniškega strokovnjaka Herona de Villefosseja ter kasnejšega zgodovinarja Henrika Blanka je bila v idrijskem muzeju razstavljena tudi škafarjeva posoda, v katero se je nateklo živo srebro.